# Swan Records
Ne doit pas être confondu avec Swan Song Records.
Swan Records est un label indépendant américain, anciennement basé à Philadelphie, actif entre 1957 et 1967. Il est fondé par Bernie Binnick et Tony Mammarella.

## Histoire
Swan Records était détenu par Bernie Binnick et Tony Mammarella, avec des capitaux de Dick Clark. Lorsque les scandales liés à la vente à la sauvette ont éclaté dans les années 1960, Dick Clark se désengage de tout intérêt extérieur afin d'éviter tout conflit d'intérêts. Le label était distribué par Cameo Parkway Records, qui était à l'époque le label de musique de danse le plus populaire auprès des adolescents (The Twist, Limbo Rock, (Do) the Bird, Wah-Watusi, Mashed Potato Time, Gravy (for My Mashed Potatoes), Hully Gully Baby, Bristol Stomp, (Do the) New Continental).
Le principal fait de gloire de cette compagnie est d'éditer le 16 septembre 1963 sur le territoire américain le single des Beatles She Loves You / I'll Get You, qui devient no 1 aux États-Unis le 21 mars 1964. Swan obtient également les droits de Sie Liebt Dich, la version allemande de She Loves You.
Le premier grand succès de la maison de disques est venu du single Click Clack, un enregistrement studio écrit et produit par Gerry Granahan, qui est publié en raison de problèmes juridiques sous le pseudonyme Dickey Doo and the Don'ts. L'autre grand succès de la firme est la chanson Palissade Park interprétée par Freddy Cannon en 1962. Swan Records est fermé en 1967.
Artistes produits : Freddy Cannon, Danny & the Juniors, Link Wray...